# Max Seligsohn
Max Seligsohn (13 aprile 1865 – Manhattan, 11 aprile 1923) è stato un orientalista russo naturalizzato statunitense.
Dopo aver ricevuto la sua formazione rabbinica a Slutsk, nel governatorato di Minsk, nel 1888 si trasferì a New York City, dove studiò lingue moderne. Nel 1894, si stabilì a Parigi per studiare lingue orientali, in particolare studi semitici, laureandosi all'École des Langues Orientales nel 1897, e all'École des Hautes Études tre anni più tardi.
Nel 1898 fu inviato dall'Alleanza israelitica universale in Abissinia per indagare sulle condizioni dei Falasha, ma non riuscì ad andare oltre il Cairo, dove insegnò per diciotto mesi. Rientrato a Parigi, nel 1902 fu invitato a recarsi a New York per diventare membro del gruppo di redattori della Jewish Encyclopedia.

## Opere
- "Le Diwan de Ṭarafah ibn al-'Abd" (Parigi, 1900), traduzione dall'arabo in francese, con prefazione e note critiche; una traduzione in francese del  "Kitab al-Raml, trattato in lingua araba sulla geomanzia, con prefazione enote
- (con E. N. Adler) "Une Nouvelle Chronique Samaritaine," Parigi, 1903

Inoltre, firmò articoli sul Jewish Quarterly Review" e su Revue des Études Juives, principalmente inerenti alla letteratura giudaico-persiana.